# 菲盖拉什
菲盖拉什是葡萄牙波尔图区的一个堂区。总面积2.86平方公里，总人口1242人，人口密度434.3人/平方公里。